# ネス湖
ネス湖（英語: Loch Ness [ˌlɒx ˈnɛs] ロッホ・ネス、スコットランド・ゲール語: Loch Nis [l̪ˠɔxˈniʃ]）は、イギリス・スコットランド北部ハイランド地方にある、イギリス最大の淡水ロッホ（湖）。グレート・グレン断層の北東端に位置する。長さが約35キロメートル、幅約2キロメートルの、非常に細長い湖。水深は最大で約230メートル。ラムサール条約登録地である。スコットランドの湖沼のうち面積では、ローモンド湖に次いで2番目の大きさ。貯水量はグレートブリテン島で最大。
インヴァネス（ネス川の河口を意味する）の南西約10キロメートルに位置する。
岸辺には13世紀に建てられ17世紀に破壊されたアーカート城の廃墟がある。
2019年9月5日、ニュージーランド・オタゴ大学のニール・ゲメル教授らの研究チームが発表したところによれば、調査では、ネス湖に生息する生物について、魚類11種、両生類3種、鳥類22種、哺乳類19種のDNAが特定された。特にウナギのDNAが多く検出されている（→環境DNA)。

## ネッシー
ネス湖にはネッシーと呼ばれる未確認動物がいるといわれてきた。そのため、オカルトクラブなどの観光客なども多く、ネッシーを映したと称する数多くのビデオや写真が存在する。6世紀にアイルランドから布教に来た聖人コルンバの伝記にネス湖の怪獣が述べられている。

## 関連事項
- ネッシー
- 映画『永遠の夢 ネス湖伝説』（1995年、イギリス、原題：Loch Ness）
- ジラース-『ウルトラマン』に登場する怪獣で、元々はネス湖の恐竜の生き残りという設定。
- オランダの作曲家ヨハン・デ・メイはネス湖やスコットランドの情景をテーマにして1988年に吹奏楽のための交響詩「ネス湖」（スコットランド幻想曲）を作曲。